# Communauté de communes Terres du Grand Meaulnes
Pour les articles homonymes, voir Cœur de France.
La communauté de communes Terres du Grand Meaulnes est une ancienne communauté de communes française, située dans le département du Cher.

## Composition
| Nom                        | Code Insee | Gentilé       | Superficie (km2) | Population (dernière pop. légale) | Densité (hab./km2) |
| -------------------------- | ---------- | ------------- | ---------------- | --------------------------------- | ------------------ |
| Le Châtelet (siège)        | 18059      | Castellois    | 32,80            | 1 053 (2014)                      | 32                 |
| Ainay-le-Vieil             | 18002      |               | 13,77            | 190 (2014)                        | 14                 |
| Arcomps                    | 18009      | Arconnais     | 20,14            | 308 (2014)                        | 15                 |
| Ardenais                   | 18010      |               | 17,55            | 211 (2014)                        | 12                 |
| La Celette                 | 18041      |               | 24,81            | 176 (2014)                        | 7,1                |
| Épineuil-le-Fleuriel       | 18089      | Épineuillois  | 41,60            | 453 (2014)                        | 11                 |
| Faverdines                 | 18093      | Faverdins     | 18,51            | 150 (2014)                        | 8,1                |
| Ids-Saint-Roch             | 18112      |               | 27,83            | 317 (2014)                        | 11                 |
| Ineuil                     | 18114      | Ineuillois    | 27,48            | 242 (2014)                        | 8,8                |
| Loye-sur-Arnon             | 18130      | Loyens        | 34,15            | 308 (2014)                        | 9                  |
| Maisonnais                 | 18135      |               | 26,95            | 237 (2014)                        | 8,8                |
| Morlac                     | 18153      | Morlacois     | 32,38            | 325 (2014)                        | 10                 |
| La Perche                  | 18178      | Perchois      | 10,45            | 218 (2014)                        | 21                 |
| Rezay                      | 18193      | Rezayens      | 21,26            | 227 (2014)                        | 11                 |
| Saint-Georges-de-Poisieux  | 18209      |               | 15,61            | 445 (2014)                        | 29                 |
| Saint-Hilaire-en-Lignières | 18216      |               | 53,78            | 523 (2014)                        | 9,7                |
| Saint-Pierre-les-Bois      | 18230      | Petrubosciens | 20,38            | 300 (2014)                        | 15                 |
| Saulzais-le-Potier         | 18245      | Saulzanais    | 32,38            | 499 (2014)                        | 15                 |
| Touchay                    | 18266      |               | 23,41            | 264 (2014)                        | 11                 |
| Vesdun                     | 18278      | Vesdunois     | 48,61            | 596 (2014)                        | 12                 |

## Historique
La communauté de communes a été créée au 1er janvier 2013 par fusion de la communauté de communes Terres de Cœur, de la communauté de communes du Grès rose et de la communauté de communes des Mélusines.
Elle a fusionné le 1er janvier 2015 avec la communauté de communes Boischaut-Marche pour créer la communauté de communes Berry Grand Sud.